# سنتز آلدهید استیفن
سنتز آلدهید استیفن، یک نام واکنش در شیمیست که نخستین بار توسط هنری استفن (OBE/MBE) گزارش شد. این واکنش شامل تولید آلدهیدها (R-CHO) از نیتریل‌ها (R-CN) با استفاده از قلع(II) کلرید (SnCl2)، اسید کلریدریک (HCl) و سردایش نمک ایمینیوم حاصله ([R-CH=NH2]+Cl−) با آب (H2O) است. در طول سنتز، آمونیوم کلرید نیز تولید می‌شود.

## سازوکار
طرح زیر مکانیسم واکنش را نشان می‌دهد:
با افزودن هیدروژن کلرید، نیتریل استفاده شده (1) به نمک مربوطه خود (2) تبدیل می‌شود. اعتقاد بر این است که این نمک با انتقال تک الکترون توسط قلع(II) کلرید (3a و 3b) کاهش می‌یابد. نمک حاصله (4) پس از مدتی به صورت آلدیمین قلع کلرید (5) رسوب می‌کند. هیدرولیز گونه (5) یک همیآمینال (6) تولید می‌کند که از آن یک آلدهید (7) تشکیل می‌شود.
استخلاف‌هایی که چگالی الکترون را افزایش می‌دهند، تشکیل ترکیب اضافی آلدیمین-قلع کلرید را افزایش می‌دهند. با استخلاف‌های الکترون کشنده، تشکیل آمید کلرید تسهیل می‌شود. در گذشته، واکنش با رسوب دادن آلدیمین-قلع کلرید، شستن آن با اتر و سپس هیدرولیز آن انجام می‌شد. با این حال، مشخص شده‌است که این مرحله غیر ضروری است و آلدیمین-قلع کلرید را می‌توان مستقیماً در محلول هیدرولیز کرد.
این واکنش زمانی کارآمدتر است که از نیتریل‌های آروماتیک به جای آلیفاتیک استفاده شود. با این حال، حتی برای برخی از نیتریل‌های آروماتیک (مانند 2-سیانوبنزوئیک اسید اتیل استر) نیز بازده می‌تواند کم باشد.

## روش سان-مولر
در روش سان-مولر نمک ایمینیوم میانی از واکنش یک آمید PhCONHPh با فسفر پنتاکلرید به دست می‌آید.

## همچنین ببینید
- واکنش پینر – واکنشی مشابه با استفاده از الکل‌ها یا آمین‌ها به عنوان هسته‌دوست و بدون احیا که استرها، کربوکسیمیداتها یا ارتواسترها را تولید می‌کند.